# Alluaudomyia varia
Alluaudomyia varia är en tvåvingeart som beskrevs av Debenham 1971. Alluaudomyia varia ingår i släktet Alluaudomyia och familjen svidknott. Inga underarter finns listade i Catalogue of Life.